# Spokane-i római katolikus egyházmegye
A Spokane-i római katolikus egyházmegye (angolul: Roman Catholic Diocese of Spokane, latinul: Dioecesis Spokanensis) a római katolikus egyház egyik egyházmegyéje az USA Washington államában, melynek Adams, Asotin, Columbia, Ferry, Franklin, Garfield, Lincoln, Okanogan, Pend Oreille, Spokane, Stevens, Walla Walla és Whitman megyéi felett gyakorolja az egyházi fennhatóságot. Püspöki székvárosa Spokane, székesegyháza a Lourdes-i Miasszonyunk székesegyház. Megyéspüspöke Thomas Anthony Daly, nyugalmazott püspöke William S. Skylstad. Az egyházmegye a Seattle-i főegyházmegye szuffragáneus egyházmegyéje.

## Püspökök
- Augustine Francis Schinner (1914-1925)
- Charles Daniel White (1926-1955)
- Bernard Joseph Topel (1955-1978)
- Lawrence Welsh (1978-1990), kijelölve Saint Paul-Minneapolisi főegyházmegye segédpüspökévé 1991-ben
- William S. Skylstad (1990-2010)
- Blase J. Cupich (2010-2014), a Chicagói főegyházmegye érsekévé kinevezve (2016-tól bíboros)
- Thomas Anthony Daly (2015-)

## Története
Az egyházmegye 1913. december 17-én alakult a Seattle-i egyházmegye területéről való leválasztással. 1951. június 23-án megalapították a Yakimai egyházmegyét, amely a területének egy részét Spokane-től kapta.

## Szomszédos egyházmegyék
- Yakimai egyházmegye (délnyugat)
- Seattle-i főegyházmegye (nyugat)
- Vancouveri főegyházmegye (északnyugat)
- Nelsoni római katolikus egyházmegye (észak)
- Boise-i egyházmegye (délkelet)
- Bakeri egyházmegye (dél)

## Fordítás
- Ez a szócikk részben vagy egészben  a   Roman Catholic Diocese of Spokane című angol Wikipédia-szócikk fordításán alapul.  Az eredeti cikk szerkesztőit annak laptörténete sorolja fel. Ez a jelzés csupán a megfogalmazás eredetét és a szerzői jogokat jelzi, nem szolgál a cikkben szereplő információk forrásmegjelöléseként.